# 小楠公御墓所

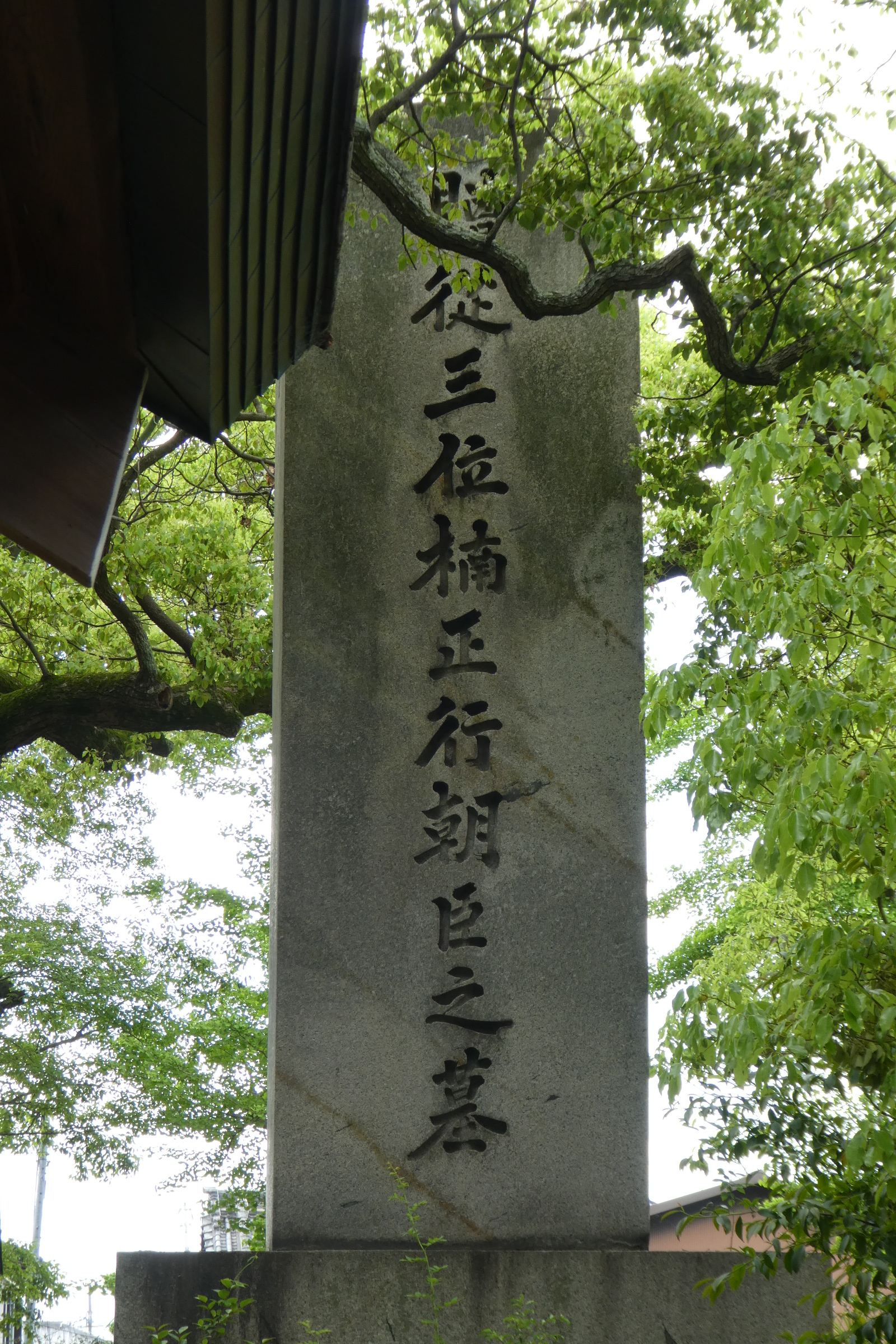
「贈従三位楠正行朝臣之墓」と記された碑。明治11年に建てられたもので、大久保利通の揮毫(きごう)による

小楠公御墓所（しょうなんこうごぼしょ）は、大阪府四條畷市にある南北朝時代の南朝の将、楠木正行の墓。

## 概要
墓所のある場所は、楠木正行が正平3年/貞和4年（1348年）に四條畷の戦いで自害した地。現住所表記では四條畷市雁屋南町27番5号。正行の父楠木正成が明治政府によって「大楠公」（だいなんこう）として神格化されたのに伴い、遺志を継ぎ命を落とした嫡男・正行も「小楠公」（しょうなんこう）として崇められるようになり、「忠君愛国」の象徴のひとつとされた。この墓所が、後に四條畷神社（別格官幣社）創建や府立中学校設立（現・大阪府立四條畷高等学校）に関与する。
墓所の入り口には、右手に「忠」、左手に「孝」を刻んだ石柱があり、敷地内には「楠公父子訣別之所」と記された“墓石”、「贈従三位楠正行朝臣之墓」（原文のまま、大久保利通自筆）と記された碑と、そしてクスノキの巨木（樹齢600年、大阪府指定天然記念物）がある。

## 交通アクセス
- JR西日本片町線（学研都市線） 四条畷駅 北西へ約600m（徒歩7分）